# المخيم الكشفي العالمي الثاني
عقدت المخيم الكشفي العالمي الثاني في الفترة من 9-17 أغسطس عام 1924 واستضافته الدنمارك في ارملندن.